# Triplophyllum protensum
Triplophyllum protensum är en ormbunkeart som först beskrevs av Adam Afzelius och Olof Peter Swartz och som fick sitt nu gällande namn av Holtt.
Triplophyllum protensum ingår i släktet Triplophyllum och familjen Tectariaceae. Inga underarter finns listade i Catalogue of Life.